# Estero de Domingo Rubio
El Estero de Domingo Rubio fue declarado paraje natural el 18 de julio de 1989.
Se sitúa en la provincia de Huelva (Andalucía, España), en los términos municipales de Moguer y Palos de la Frontera. En el tramo alto del estero, más alejado de la desembocadura, la vegetación más característica está representada por pinares de Pinus pinea que aparecen. La vegetación palustre dominante en este tramo alto está esencialmente constituida por espadañales y carrizales. Sustenta una rica y variada avifauna, contribuyendo a diversificar, junto con el resto de humedales litorales onubenses, los hábitats que sirven de refugio a numerosos contingentes de aves en sus trayectos migratorios.

## Características
El Paraje Natural Estero de Domingo Rubio es un humedal de elevado valor ambiental que forma parte del conjunto de marismas y esteros del litoral atlántico andaluz, uno de los más importantes complejos palustres litorales de la Península. Sus aguas nutren a una importante comunidad de seres vivos que residen en la zona y, además, suponen un lugar de acogida para las aves que visitan el cercano Parque Nacional/Natural de Doñana.
Se extiende junto a las desembocaduras de los ríos Tinto y Odiel, alimentándose de las aguas provenientes del Océano Atlántico, de la confluencia de diversos arroyos, como los de Juana Ruiz, del Príncipe o de Juan Delgado, y de las escorrentías y aguas que recepciona directamente por precipitaciones. Por estas razones, las condiciones ambientales del estero varían según la influencia de las mareas; así, se distinguen tres tramos diferentes: la zona de marisma, el tramo medio y el tramo alto o lacustre.
En el tramo alto del estero, más alejado de la desembocadura la vegetación más característica está representada por pinares de piñonero. La vegetación palustre dominante en este tramo alto está esencialmente constituida por espadañales y carrizales. En la zona de marisma predomina la vegetación adaptada a elevadas concentraciones de sal, como la espartina.
En materia animal sustenta una rica y variada avifauna, contribuyendo a diversificar, junto con el resto de humedales litorales onubenses, los hábitats que sirven de refugio a numerosos contingentes de aves en sus trayectos migratorios, hecho que le ha valido la declaración como Zona de Especial Protección para las Aves. Entre el tramo medio y alto destaca la elegante garceta común, que mueve los dedos de sus amarillos pies bajo el agua mimetizando la forma y el movimiento de gusanos, lo que provoca la atracción de pequeños peces. Cuando estos se acercan, son atrapados con su largo pico. Aquí, la tupida vegetación proporciona un lugar idóneo para que muchas de estas aves aniden, como el llamativo calamón o el discreto avetorillo.
En la zona de marisma son habituales las aves limícolas como el pequeño correlimos, que se alimenta de diminutos seres vivos que se desarrollan entre las finas partículas de los limos.
La riqueza natural del paraje se complementa con una interesante oferta cultural, como así pone de relieve la presencia del Monasterio de la Rábida, donde se fraguó la primera expedición de Cristóbal Colón al continente americano; o el Muelle de la Rábida, donde se encuentran las réplicas de las embarcaciones. En este complejo se puede visitar el Parque Botánico José Celestino Mutis o dar un agradable paseo por el Muelle de la Reina.

## Sendero botánico
El sendero Dehesa del Estero se localiza en el término municipal de Moguer y recorre el margen derecho del Estero de Domingo Rubio, desde el Puente de la A-494 (Mazagón-Palos de la Frontera) y a lo largo de un tramo del denominado Camino de Palos, itinerario que siguen los peregrinos de la Hermandad de dicha localidad durante la Romería de la Virgen del Rocío.
El primer tramo del sendero recorre una zona agrícola dedicada a los cultivos bajo plástico (fresas y frambuesas) muy extendidos en esta parte de la provincia. En este primer tramo pueden apreciarse los efectos de la explotación intensiva, la erosión del suelo y la homogeneización del paisaje propio de las explotaciones altamente tecnificadas. Al cabo de unos 800 metros, el paisaje agrícola desaparece para dar paso al Pinar de la Dehesa del Estero, que flanquea ambas márgenes de su curso hasta el mismo nacimiento. Se trata de una masa forestal de altísima calidad, dominada por un estrato arbóreo monoespecífico de Pino pionero en edad fustal con un sotobosque muy diverso de matorral mediterráneo en excelente estado de conservación, cuya densidad, vigor y porte son pruebas de la alta calidad de estación en que nos encontramos. No en vano, toda esta zona ostenta la consideración de lugar de interés comunitario y forma parte de la Red Natura 2000 por su importancia como hábitat de numerosas especies de fauna silvestre, entre las que podemos destacar el Lince ibérico y la Nutría común entre los mamíferos, y el Morito, el Avejaruco, el Halcón peregrino, la Garza imperial o el Águila pescadora, entre la avifauna.
La presencia de dos ambientes de tanta calidad como los representados en esta zona (humedal y masa forestal) permite disfrutar de una riquísima diversidad de flora y fauna que se pone de manifiesto especialmente al comienzo de la primavera cuando coinciden la floración de la amplia variedad vegetal existente a ambos lados del camino y el concierto de llamadas, cantos y otros sonidos que emiten las numerosas colonias de aves que nidifican en la zona.
El sendero ofrece además al visitante la posibilidad de introducirse en la observación detallada de las diferentes especies de aves que sobrevuelan el espacio, ya que cuenta con dos observatorios asociados que se ubican en a lo largo del sendero y que sirvan además como puntos de parada y descanso durante el recorrido.